# 西班牙光榮革命
西班牙光榮革命，也稱1868年革命或九月革命，是1868年9月发生在西班牙的一场平民起义，荒淫昏庸的女王伊莎贝拉二世被武力推翻后流亡法国，西班牙进入了一段持续六年的空位期。